# Gastonia cutispongia
Gastonia cutispongia là một loài thực vật có hoa trong Họ Cuồng cuồng. Loài này được Lam. mô tả khoa học đầu tiên năm 1788.